# Klášter Braine
Klášter Braine býval premonstrátský klášter v pikardské obci Braine založený v 9. století na počest relikvie sv. Evodia patřící pod diecézi v Soissons.
Roku 1130 klášter převzali premonstráti. Dnešní gotická podoba je datována do roku 1180, kdy z podnětu Anežky z Baudemontu, manželky Roberta I. z Dreux započala stavba podle plánů Ondřeje z Baudemontu. Sochy z portálu jsou částečně v muzeu v Soissons.
Klášterní kostel sloužil zároveň jako rodinné pohřebiště hrabat z Dreux, mladší větve Kapetovců. Nákresy velkolepých měděných smaltovaných náhrobků jsou zachovány v knihovně v Oxfordu, protože nepřežily Francouzskou revoluci.

## Seznam pohřbených
- Robert I. z Dreux, hrabě z Dreux († 1188) a Anežka z Baudemontu († 1204), jeho manželka
- Robert II. z Dreux († 1218) a Jolanda z Coucy († 1222), jeho manželka
- Petr I. Bretaňský († 1250), bretaňský vévoda
- Robert III. z Dreux († 1234)
- Robert IV. z Dreux († 1282)
- srdce Jana z Dreux († 1249) a Marie z Bourbonu († 1274), jeho manželka
- Robert I. z Beu († 1264) a Klemencie z Châteaudunu († 1259), jeho manželka
- Guillemette ze Sarrebrücku, manželka Roberta III. z La Marcku
- Françoise z Brézé († 1574), dcera Diany z Poitiers, manželka Roberta IV. z La Marcku